# Handsome Guys
Pour plus de détails, voir Fiche technique et Distribution.
Handsome Guys (hangeul : 핸섬가이즈 ; RR : Haenseomgaijeu ; litt. « Beaux gars ») est un film sud-coréen réalisé par Nam Dong-hyeop et sorti en 2024. Il s'agit du premier long métrage du réalisateur et d'une nouvelle version du film canadien Tucker et Dale fightent le mal (Tucker and Dale vs Evil, 2010) d'Eli Craig.

## Synopsis
Jae-pil et Sang-goo, deux amis assez proches qui ont travaillé ensemble depuis longtemps comme menuisiers, rêvent de vivre ensemble. Ils rénovent un chalet, qu'ils ont récemment acheté, dans une région inconnue. Cependant, les ennuis commencent : un groupe d'étudiants en vacances les prennent pour des criminels et, sans le savoir, l'esprit maléfique enfoui dans le sous-sol du chalet se réveille.

## Fiche technique
Sauf indication contraire ou complémentaire, les informations mentionnées dans cette section peuvent être confirmées par la base de données KMDb
- Titre original : 핸섬가이즈
- Titre international : Handsome Guys
- Réalisation : Nam Dong-hyeop
- Scénario : Nam Dong-hyeop, d'après le scénario d'Eli Craig et Morgan Jurgenson pour le film Tucker et Dale fightent le mal (2010)
- Musique : Kim Ji-hye
- Décors : Jeong Lee-jin
- Costumes : Kim Tae-yeon
- Photographie : Yang Hyun-suk
- Montage : Kim Seon-min
- Production : Kim Won-guk
  - Coproduction : Thomas Augsberger, Eli Craig, Morgan Jurgenson et Deepak Nayar
- Société de production : Hive Media Corp.
- Société de distribution : Next Entertainment World
- Budget : 4,9 milliards ₩[4]
- Pays de production :  Corée du Sud
- Langue originale : coréen
- Format : couleur — 2,39:1
- Genre : action, comédie noire, horreur
- Durée : 101 minutes
- Date de sortie :
  - Corée du Sud : 26 juin 2024
- Classification :
  - Corée du Sud : convient aux 15 ans et plus

## Distribution
- Lee Sung-min (en) : Kang Jae-pil
- Lee Hee-joon (en) : Park Sang-goo
- Gong Seung-yeon : Kim Mi-na
- Park Ji-hwan (en) : Choi, commissaire de police
- Lee Kyu-hyung (en) : Nam Dong-yoon
- Woo Hyun : Père Kim
- Jang Dong-joo (en) : Lee Seong-bin, étudiant
- Kim Do-hoon (en) : Jason, étudiant
- Bin Chan-wook : Kang Yong-jun, étudiant
- Park Jung-hwa : Bo-ra, étudiante
- Kang Ki-doong (en) : Byeong-jo, étudiant
- Park Kyung-hye (en) : Sun-ok
- Lee Seo-hwan : le directeur des biens fonciers
- Song Yoo-hyun : la nonne
- Jamie Horan : Père Baker
- Jin Tae-geon : Yohan
- Im Won-hee : Lee Won-hee, grand-oncle de Seong-bin (caméo)

## Production

### Genèse et développement
Le 22 septembre 2020, Lee Sung-min, Lee Hee-joon, Gong Seung-yeon, Park Ji-hwan, Lee Kyu-hyung et Woo Hyun sont confirmés pour apparaître dans une comédie intitulée Handsome Guys, premier long métrage de Nam Dong-hyeop, produite par Hive Media Corp. et devrait sortir en 2021,.

« J’ai travaillé comme assistant réalisateur chez Hive Media Corp., la société de production de Handsome Guys. Un des représentants de la société avait apprécié mon travail et, après m’avoir observé, m’a généreusement proposé de préparer une réalisation dans notre entreprise. Après avoir réfléchi à quel projet je devrais débuter, j’ai mentionné une œuvre originale que j’avais trouvée intéressante par le passé. Il a jugé que cela me correspondait bien et a donc acheté les droits d’adaptation, et nous avons sérieusement commencé les développements. »

— Nam Dong-hyeop
Ce représentant n'est autre que Kim Won-guk, le producteur Hive Media Corp..
Le coût de la totalité du film est de 4,9 milliards wons.
Le réalisateur a précisé, lors de la conférence de presse à la mi-juin 2024, que ce film n'est pas seulement une simple comédie, il contient plusieurs genres comme thriller, horreur, occultisme, esprits maléfiques, zombies, romance, fantaisie et science-fiction, et s'est inspiré du film canadien Tucker et Dale fightent le mal (Tucker and Dale vs Evil, 2010) d'Eli Craig qu'il avait « aimé le concept de l'histoire et des personnages », mais quelques scènes ne correspondaient pas à la culture sud-coréenne et qu'il fallait améliorer pour en arriver à celle de son pays :

« Étatnt donné que la cabane fait partie d'un film d’horreur typiquement américain, je me suis demandé quel est le mauvais esprit coréen qui y dormirait. Alors que les deux personnages principaux sont pris pour des criminels, le sceau de l'esprit maléfique est libéré et une immense fête éclate. C'est une scène difficile à voir dans les films sud-coréens. En ce temps là, l’œuvre originale avait un ton globalement sombre, j’ai donc voulu l’élever à un ton plus clair. »

— Nam Dong-hyeop
En juillet 2024, le réalisateur se dit préparer une deuxième comédie en compagnie de la même société, et révèle une possibilité d'une deuxième partie avec les mêmes acteurs.

### Tournage
Le tournage a lieu dans la forêt d'Ahopsan (ko), située à Gijang (Pusan). Le chalet y a été construite, puis aussitôt démolie après le tournage.

## Accueil

### Sorties et festival
La sortie de Handsome Guys est retardée de trois ans en raison de la pandémie de Covid-19.
Le 11 juin 2024, le film est projeté en avant-première durant une conférence de presse au Megabox COEX à Séoul. Next Entertainment World dévoile, à la mi-mai 2024, la date de sortie du film, le 26 juin prochain, ainsi que ses deux affiches présentant deux personnages et sa bande-annonce.
Il présenté en avant-première française, le 21 septembre 2024, dans la section « Midnight Movies » du Festival européen du film fantastique de Strasbourg. Le 29 octobre, il ouvrira le Festival du film coréen à Paris.

### Box-office
Quatre jours après sa sortie dans les salles, Handsome Guys a attiré 126 950 spectateurs et s'est classé premier du box-office sud-coréen. Selon le site CGV Cinemas, « tout le monde n'a pas autant rigolé depuis un bon moment ». Le 8 juillet suivant, il dépasse le million, soit un cumul de 1 001 057 spectateurs, grâce à la satisfaction et au bouche à oreille. Le 20, il dépasse les 1,5 million pour un cumul de 150 843 spectateurs. Le 29, il compte 1 716 834 spectateurs et entre dans le top 5 du box-office des films coréens.

## Distinctions

### Nominations
- Baeksang Arts Awards 2025[18] :
  - Meilleur nouveau réalisateur pour Nam Dong-hyeop
  - Meilleur acteur, Lee Hee-joon pour le rôle de Park Sang-goo
  - Meilleure actrice dans un second rôle, Gong Seung-yeon pour le rôle de Kim Mi-na

### Sélection
- Festival du film coréen à Paris 2024 : film d'ouverture